# Leslie Wexner

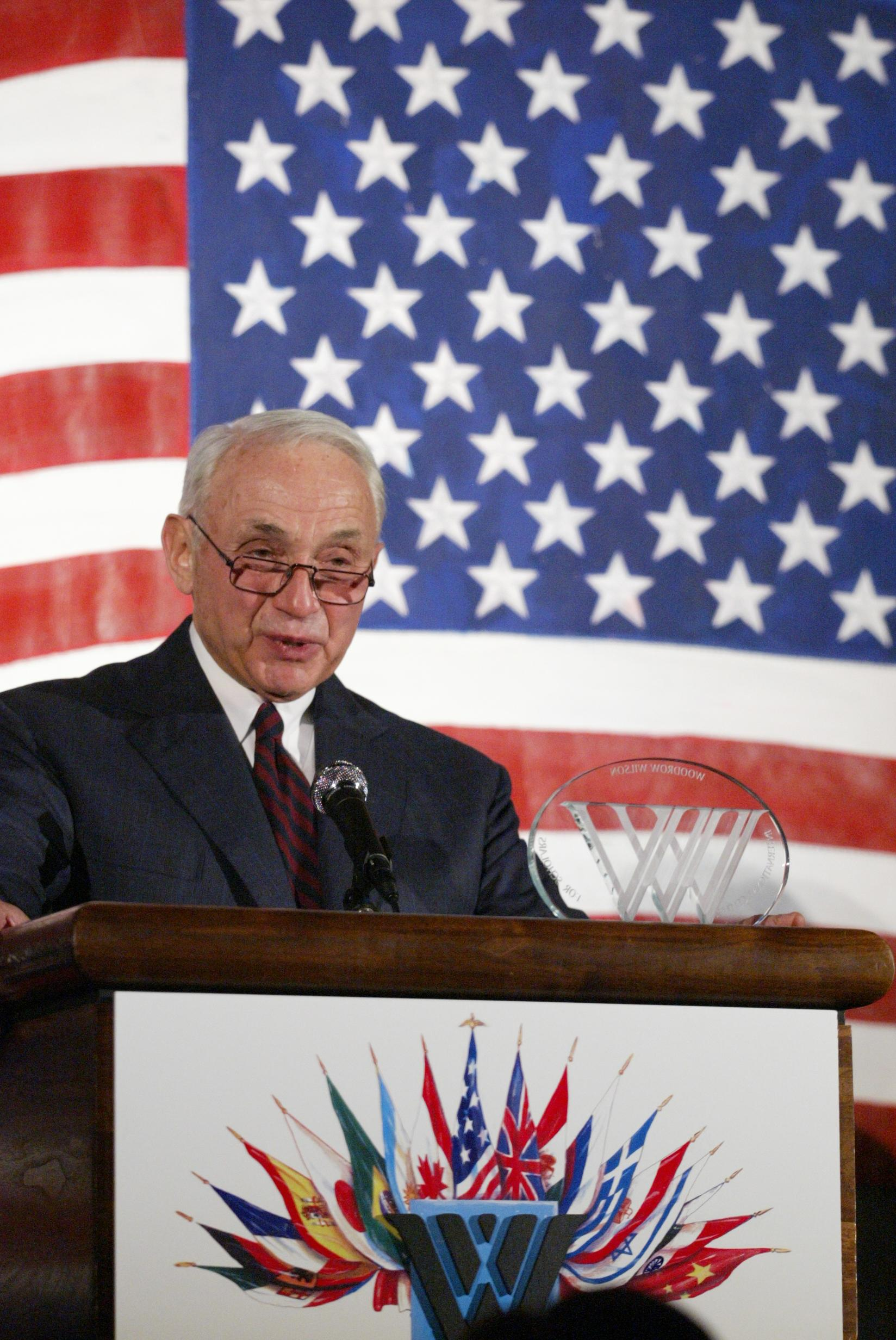
Leslie Wexner (2004)

Leslie H. Wexner (* 8. September 1937 in Dayton, Ohio) ist ein US-amerikanischer Unternehmer und Milliardär. Er war der Gründer und Vorstandsvorsitzende der LBrands Corporation.

## Leben
Wexner entstammt einer russisch-jüdischen Einwandererfamilie. Er studierte an der Ohio State University. Er leitet das US-amerikanische Unternehmen L Brands, das er 1963 gründete. Im Laufe der Jahre baute Wexner ein Handels- und Marketingkonglomerat auf, zu seinen Marken gehörten unter anderem: Victoria’s Secret, Pink, Bath & Body Works, Henri Bendel, The White Barn Candle Company und Abercrombie & Fitch.
1984 gründete er die Wexner Foundation. Er wurde 1985 von dem New York Magazine porträtiert, gegenüber dem er angab, von einem Dibbuk (einem bösen Geist aus dem jüdischen Volksglauben) besessen zu sein. Er machte dies als Grund für seinen Erfolg aus.
Les Wexners Name erschien 1991 in einem Bericht der Polizei von Columbus über die Ermordung des Anwalts Arthur Shapiro im Jahr 1985, der Wexner mit dem Mord in Verbindung brachte und auch eine Verbindung von Wexner zur Genovese-Familie nahelegte. Shapiro wurde in einem Attentat ermordet, bevor er vor einer Grand Jury über mögliche Steuervergehen aussagen konnte. Columbus-Polizeichef James G. Jackson ordnete die Zerstörung des Berichts an. Gegen Jackson wurde später, 1996, wegen Korruption ermittelt, weil er die Vernichtung des Berichts angeordnet hatte.

### Gründung der Mega Group
1991 gründete Wexner gemeinsam mit dem Milliardär Charles Bronfman die „Study Group“, weiteren Kreisen unter dem Namen Mega Group bekannt. Sie war eine informelle Vereinigung einiger der reichsten und einflussreichsten Geschäftsleute, die sich mit jüdischen Angelegenheiten befassten. Max Fischer, Michael Steinhardt, Leonard Abramson, Steven Spielberg, Edgar Bronfman und Laurence Tisch gehörten zu den Mitgliedern. Die Gruppe traf sich zweimal im Jahr zu Seminaren zu Themen der Philanthropie und des Judentums. 1998 sprach Steven Spielberg über seine persönliche religiöse Reise und später diskutierte die Gruppe über jüdische Sommercamps. Die Gruppe wurde von Wexner mit Charles Bronfman geleitet, sie inspirierte eine Reihe philanthropischer Initiativen wie die Partnership for Excellence in Jewish Education, Birthright Israel, und die Unterstützung der Erneuerung von Hillel.
Die Gruppe soll auch Kontakte zum israelischen Geheimdienst Mossad gehabt haben und angeblich als Basis für nachrichtendienstliche Operationen in den Vereinigten Staaten gedient haben. Daneben fungierte sie als proisraelische Lobbygruppe und engagierte u. a. den Politikberater Frank Luntz um Unterstützung für Israel zu mobilisieren.

### Austritt aus der Republikanischen Partei
Er war seit seinem Studium Unterstützer der Republikanischen Partei und der wohlhabendste Parteispender im Bundesstaat Ohio. Nachdem Wexner unter anderem erklärt hatte, er schäme sich für die Reaktion Präsident Trumps auf die rechtsextremen Ausschreitungen in Charlottesville 2017, erklärte er im September 2018 seinen Austritt aus der Republikanischen Partei. Er könne den dortigen „Unsinn“ nicht länger unterstützen.

### Verbindung mit Jeffrey Epstein
Wexner galt als Mentor von Jeffrey Epstein, stand in enger Verbindung zu ihm und ließ sein Vermögen von Epstein verwalten, bis dieser seine Gefängnisstrafe antreten musste. Wexner galt zudem als Hauptquelle von Epsteins Reichtum. So schenkte Wexner Epstein etwa eine siebenstöckige Villa in Manhattan, die als das größte Privathaus in Manhattan gilt, in dem die Sexualstraftaten Epsteins stattfanden und aufgezeichnet wurden. Im August 2019 wandte sich Wexner nach der erneuten Inhaftierung Epsteins brieflich an die Wexner Foundation und berichtete in allen Einzelheiten über seine geschäftlichen Beziehungen zu Epstein. Nach seiner Aussage hatte der frühere Finanzberater große Summen Wexners und seiner Familie veruntreut (misappropriated). Wexner wird von der Rechtsanwältin Mary Jo White von Debevoise & Plimpton vertreten.
Maria Farmer gab an, dass Epstein und Ghislaine Maxwell 1996 versucht hätten, sie auf einem von Wexners Anwesen in New Albany, Ohio sexuell zu missbrauchen. Wexner wurde beschuldigt, keine Maßnahmen ergriffen zu haben, als Beschwerden gegen Epstein vorgebracht wurden, nachdem Führungskräfte von L Brands (Mitte der 1990er Jahre) berichtet hatten, dass Epstein seine Macht und seine Verbindung zu Wexner missbrauchte, indem er sich als Anwerber für Victoria's Secret-Models ausgab, um an Mädchen zu kommen.

## Vermögen und Kunstsammlung

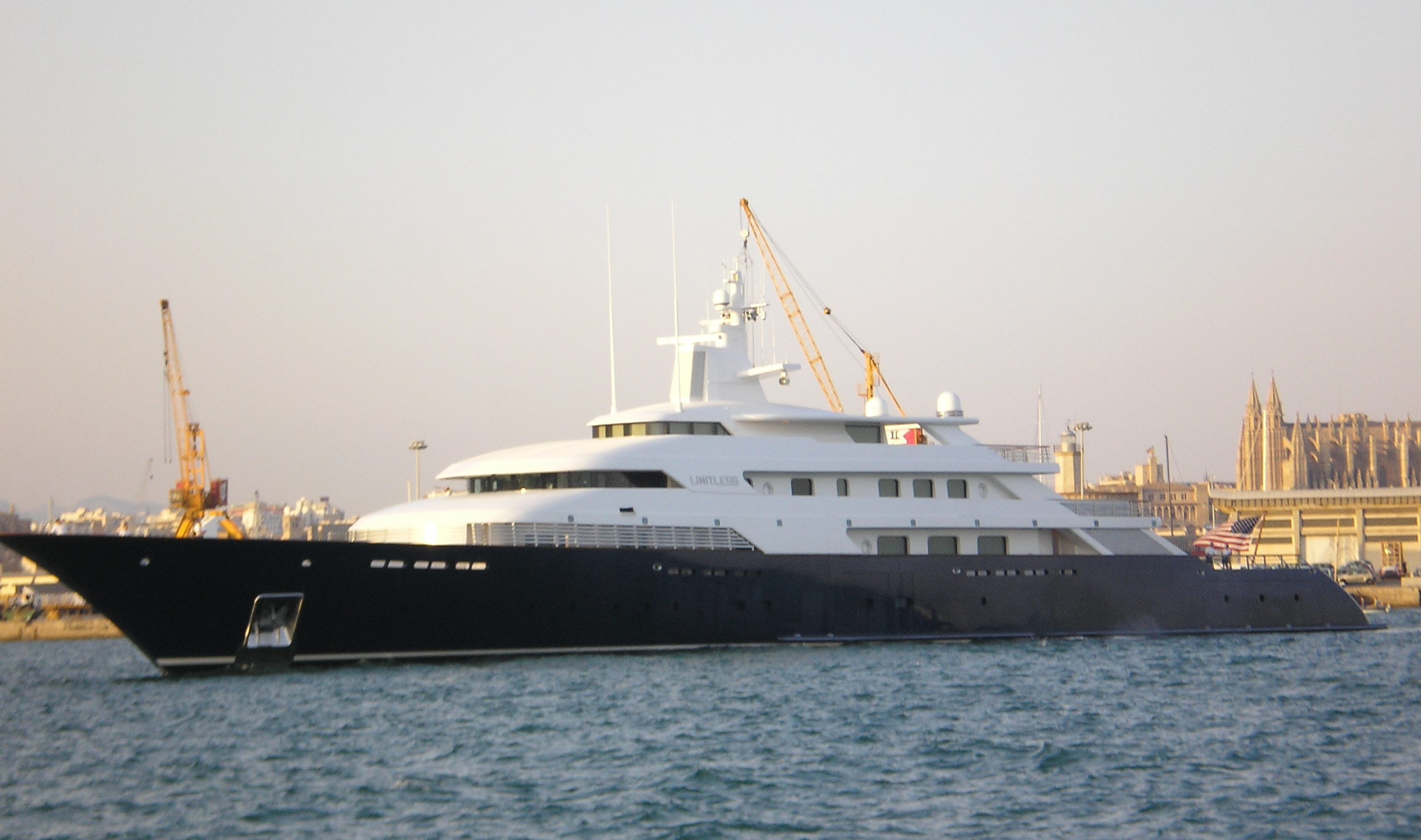
Die Limitless (Palma, 2006)

Im Oktober 2024 lag sein Vermögen bei geschätzten 7,9 Milliarden US-Dollar. Ihm gehört die Luxus-Motoryacht Limitless, deren Wert auf 100 Millionen Dollar geschätzt wird. Zur Zeit ihrer Auslieferung 1997 war sie die größte Yacht der USA. 1999 erwarb er das Picasso-Gemälde Nu au Fauteuil Noir für das Wexner Center for the Arts.

## Preise und Auszeichnungen (Auswahl)
- 2004 Woodrow Wilson Award for Corporate Citizenship vom Woodrow Wilson International Center for Scholars am Smithsonian Institution in Washington, DC.
- Aufnahme in die American Academy of Arts and Sciences, 2006

## Privates
Wexner ist seit 1993 mit Abigail Wexner verheiratet und hat vier Kinder.